# 安針塚
安針塚（あんじんづか）は、神奈川県横須賀市西逸見町の塚山公園内に所在する、三浦按針（ウィリアム・アダムス）の墓。「安針塚駅」として、京浜急行電鉄の駅名にもなっている。表記については「按針塚」とされる場合もある。

## 概要
按針の遺言により建立された。墓石の形態は宝篋印塔で、凝灰岩でできている右塔が按針の墓、安山岩でできている左塔が妻の墓である。
1905年（明治38年)の修復工事の際に「鬢髪等遺物ノ埋蔵」を確認したことで按針の墓と断定したという記述が、1921年（大正10年）刊行の「安針塚修理及保存ノ概要」にあることが、浄土寺（按針の菩提寺）に所蔵されていた同書の調査で判明している。
1923年（大正12年）3月7日に「三浦安針墓」として国の史跡に指定された。

## アクセス
- 安針塚駅、逸見駅から徒歩約25分